# Yin Li
Dans ce nom chinois, le nom de famille, Yin (homonymie), précède le nom personnel.
Yin Li (chinois : 尹力 ; pinyin : Yǐn Lì ; né en août 1962) est un homme politique chinois, actuellement secrétaire du parti de Pékin et membre du Politburo du Parti communiste chinois.
Auparavant, il a été secrétaire du parti de la province du Fujian de 2020 à 2022, gouverneur de la province du Sichuan de 2016 à 2020, secrétaire adjoint du parti du Sichuan de 2015 à 2020, directeur adjoint de l'Administration nationale des produits médicaux de 2013 à 2015, et vice-ministre de la santé de 2008 à 2013. Il a également siégé au conseil exécutif de l'Organisation mondiale de la santé de 2004 à 2005.

## Biographie

### Jeunesse et débuts
Yin est né à Jinan, dans la province de Shandong, en Chine, et sa famille est originaire du comté de Linyi. Il a étudié au lycée expérimental de la province de Shandong en tant qu'élève de la classe 1980.
À l'université de médecine de Shandong, Yin a suivi une formation de premier cycle en médecine de 1980 à 1986 et des études supérieures en médecine sociale et gestion de la santé de 1986 à 1988. Il s'est ensuite rendu en Union soviétique en 1988 et a obtenu un doctorat en économie de la santé à l'Académie russe des sciences médicales.

### Carrière au sein du PCC
Yin est rentré en Chine en 1993 et a commencé sa carrière en tant que cadre du département de l'éducation, de la science, de la culture et de la santé au bureau de recherche du Conseil d'État. Par la suite, il a occupé les fonctions de chef du département international et de responsable de l'inspection disciplinaire au sein du bureau de recherche.
De 2002 à 2003, il est professeur invité à l'École de santé publique de Harvard. En mai 2003, il entre au ministère de la santé, où il occupe les postes de chef de cabinet adjoint, de directeur de la coopération internationale, de chef de cabinet et, en septembre 2008, de vice-ministre de la santé. En 2004, il rejoint le conseil exécutif de l'Organisation mondiale de la santé.
En février 2012, il est nommé à la tête de l'Administration nationale des produits médicaux. En avril 2013, il est nommé directeur adjoint de la nouvelle Commission nationale de la santé et de la planification familiale et directeur adjoint de l'Administration chinoise des aliments et des médicaments.

### Sichuan
En mars 2015, il est devenu secrétaire adjoint du parti de la province du Sichuan. En mai devient chef de la publicité provinciale. Il est à noter qu'avant 2015, Yin n'avait aucune expérience politique régionale. Le 29 janvier 2016, Yin a pris le poste de gouverneur du Sichuan après que son prédécesseur Wei Hong a démissionné à la suite d'une enquête interne du parti sur sa conduite. Yin a été le premier gouverneur provincial à prêter serment d'allégeance à la Constitution lors de sa cérémonie d'investiture.

### Fujian
Le 1er décembre 2020, Yin est nommé secrétaire du parti de la province de Fujian, où il supervise la réponse de la province à la pandémie de COVID-19. Après une épidémie dans la province en septembre 2021, Yin déclare lors d'une réunion que la situation est « grave et complexe, et que la tâche de prévention et de contrôle est urgente et onéreuse ». Il quitte son poste le 13 novembre 2022.

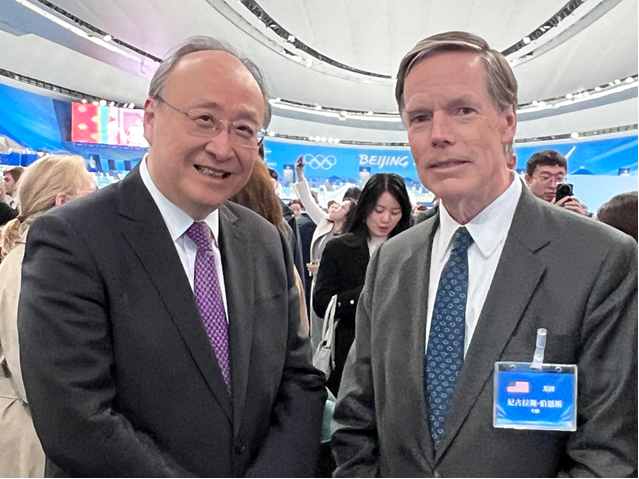
L'ambassadeur américain Burns aux côtés de Yin Li le 28 novembre 2023 à Pékin.

### Pékin
Yin était membre suppléant du 18e comité central du parti communiste chinois et est membre à part entière du 19e comité central. Il est membre du 20e Politburo du Parti communiste chinois. Il est nommé secrétaire du parti à Pékin le 13 novembre 2022.
En décembre 2024, Yin rencontre le président de Sanofi, Frédéric Oudéa, après que l'entreprise pharmaceutique a annoncé son intention d'investir 1,05 milliard de dollars à Pékin. Le même mois, Yin tient une réunion de planification du travail municipal, au cours de laquelle il appelle les cadres à « enquêter de manière approfondie et à résoudre les différends, et à faire tous les efforts possibles pour maintenir la stabilité sociale ». Il a également demandé aux fonctionnaires de s'occuper du peuple « avec cœur et affection », de résoudre les problèmes urgents rencontrés par le public, et a mis en garde contre les risques de sécurité industrielle et les catastrophes naturelles.